# 毛棱芹属
毛棱芹属（学名：Pilopleura）是伞形科下的一个属。该属共有一种，分布于中亚和中国新疆天山山区。